# Asura sinica
Asura sinica là một loài bướm đêm thuộc phân họ Arctiinae, họ Erebidae.